# Аю (острова)
Аю (индон. Kepulauan Ayu) — небольшой архипелаг к северу от островов Раджа-Ампат в провинции Юго-Западное Папуа, Индонезии. Эта группа состоит из двух коралловых атоллов. Самая высокая точка — 106 метров.
На пляжах этих островов откладывают яйца кожистые черепахи (лат. Dermochelys coriacea).